# Montvale (New Jersey)
Montvale – miasto w Stanach Zjednoczonych, w stanie New Jersey, w hrabstwie Bergen. W 2010 roku liczyło 7844 mieszkańców.